# 딜런 라일리 스나이더
딜런 라일리 스나이더(Dylan Riley Snyder, 1997년 1월 24일 ~ )는 미국의 배우이다.